# Escuelas de composición (ajedrez)
Una Escuela de composición de ajedrez es un estilo particular de creación de problemas de ajedrez, poniendo énfasis en diferentes aspectos de los contenidos del problema y atrayendo el interés de un importante número de compositores. Las escuelas de composición más conocidas en orden histórico son:
- La vieja escuela alemana: pone énfasis en la complejidad y la dificultad de la solución y el tipo de mate de la variante principal, los géneros más habituales son los mates en cuatro y en cinco movimientos.
- La vieja escuela bohemia: pone énfasis en la belleza artística y en muchas variantes terminadas en distintos modelos de mate, los géneros más habituales son los mates en tres y cuatro movimientos.
- La escuela inglesa: requiere juego libre en todas las variantes y pone énfasis en las motivaciones variadadas con un alto número de variantes.
- La escuela americana: pone énfasis en la originalidad y presencia de elementos de sorpresa en la solución.
- La nueva escuela alemana: requiere una estructura lógica de la solución y la pureza (o economía) de objetivos, las más habituales son los géneros de series largas.
- La nueva escuela bohemia: combine requisitos de la nueva escuela alemana y la escuela bohemia.
- La vieja escuela estratégica: pone énfasis en la complejidad de la motivación en un gran número de variantes, la defensa y los perjuicios deberían unificarse siempre que sea posible, principalmente en los problemas de mate en dos o en tres.
- La escuela soviética: un nivel de desarrollo mayor que la escuela estratégica.
- La nueva escuela estratégica: requiere cambios de variantes o movimientos entre fases.
- La escuela eslovaca: requiere cambios o motivos entre fases.

Además de los problemas claramente atribuidos a una de estas escuelas, hay otros que no pueden ser atribuidos a ninguna. Hoy, muchos compositores trabajan en el área de múltiples escuelas habitualmente.